# Suheir Hammad
Suheir Hammad (25 de octubre de 1973-) es una poetisa, escritora, intérprete y activista política estadounidense de origen palestino. Nació en Amán, hija de padres palestinos expulsados de Israel, aunque se crio en Brooklyn y Staten Island (Nueva York). Entre sus obras destacan Born Palestinian, Born Black, sobre su infancia en un barrio neoyorquino en el que era "una minoría dentro de otra minoría", y Breaking Poems, sobre sus experiencias tras el bombardeo israelí del Líbano y en torno al sufrimiento del pueblo palestino. Ha participado en el programa Def Poetry Jam, ganador de un Premio Tony, y ha ganado un American Book Award en 2009 por Breaking Poems.

## Vida
Nacida en Amán (Jordania), sus padres eran refugiados palestinos de la zona de Tel Aviv. Tras viajar primero a Beirut, donde nació su hermana Sabrine, sus padres emigraron con ellas a Brooklyn, Nueva York, cuándo Suheir tenía cinco años. Suheir es la mayor de cinco hermanos. A la edad de 16 años, se trasladó con sus padres a Staten Island. Tras terminar el instituto, fue a la universidad Hunter College de Nueva York, aunque abandonó sus estudios para centrarse en su carrera literaria.
Como adolescente criada en Brooklyn, Hammad se vio fuertemente influida por la multiculturalidad de su barrio y por la vibrante escena del hip hop neoyorquino. También creció escuchando las historias que sus padres y abuelos le contaron sobre su vida en su ciudad natal de Lydda, antes de que las tropas israelíes expulsaran de la ciudad a todos sus habitantes palestinos, y sobre el sufrimiento que experimentaron después como refugiados, primero en la Franja de Gaza y luego en Jordania: "y por eso, esta idea que me dieron mis padres de una historia de desplazamientos y de las crisis de refugiados a nivel mundial. (...) y luego iba a la escuela y esta narrativa no solo no existía, sino que la narrativa que ocupaba su lugar era justo la contraria: la idea de que los palestinos son inherentemente violentos e inherentemente antijudíos". Sus padres le enseñaron el Corán y le hablaban de algunos de los más célebres milicianos palestinos como poetas. De tan dispares influencias, Hammad fue capaz de hilar en su trabajo una narrativa común de desposesión y desplazamiento, no sólo en su condición de inmigrante, palestina y musulmana, sino como mujer en lucha contra una sociedad inherentemente sexista y como poetisa de pleno derecho.
Cuando el empresario del hip hop Russell Simmons descubrió su obra "First Writing Since" ("Primeras Palabras Desde"), un poema que describe su reacción a los ataques del 11 de septiembre,  le contrató para el programa Def Poetry Jam de la HBO. Durante los dos años siguientes, Hammad realizó un tour en el que recitó sus propias obras originales. En 2008 apareció en su primer papel cinematográfico, en la película La sal de este mar, de la directora palestina Annemarie Jacir, que se estrenó como selección oficial de la sección Un Certain Regard del Festival de Cannes. En 2011 participó en el proyecto Sixty Six Books, del Bush Theatre, para el que escribió una obra basada en el Libro de Hageo de la Biblia del rey Jacobo.

## Películas y vídeos
- Lest We Forget (2003) – Narradora[8]
- The Fourth World War (2004) – Narradora
- La sal de este mar (2008) – Soraya[8]
- When I Stretch Forth Mine Hand (2009) – Versos[8]
- Into Egypt (2011) – Escritora e intérprete
- Let Fury Have the Hour (2012) - Entrevistada[9]

## Obras de teatro
- breaking letter (s) (2008), New WORLD Theater
- Blood Trinity (2002), The New York Hip Hop Theatre Festival
- ReOrientalism (2003)
- Libretto

## Premios

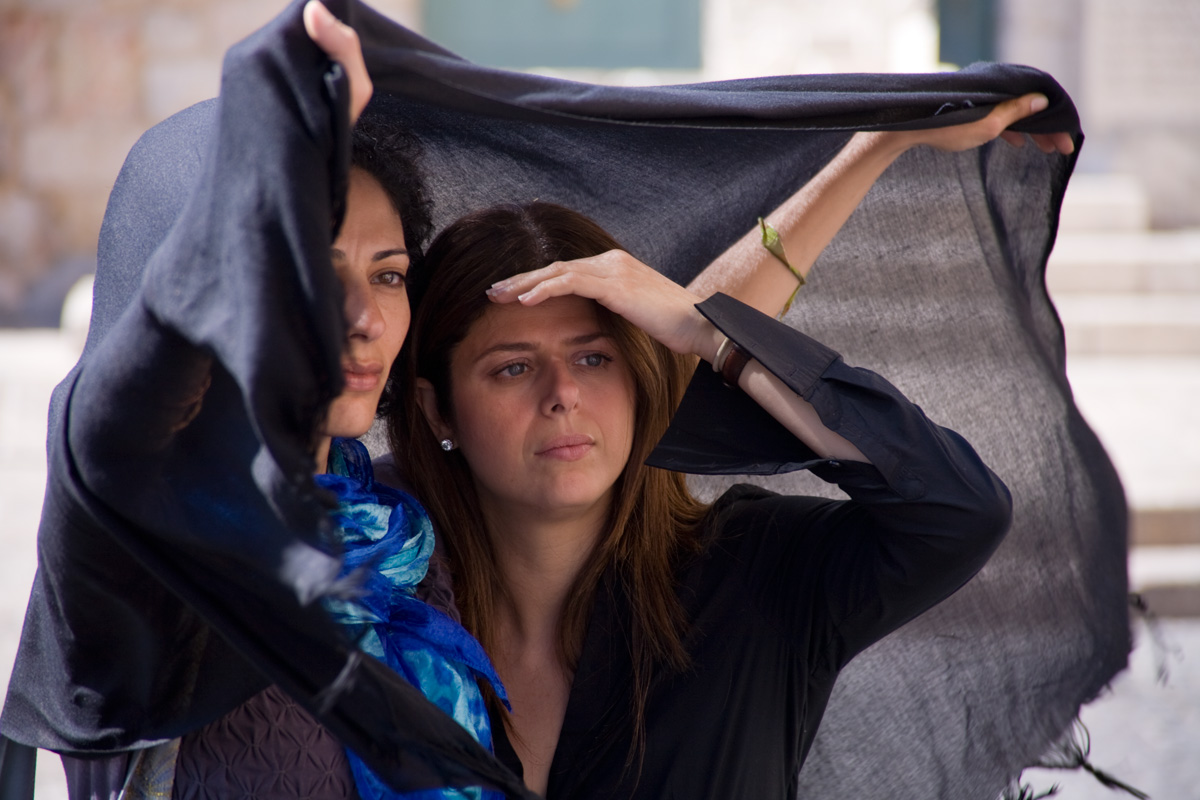
Suheir Hammad con la también poetisa Nathalie Handal.

- Suheir Hammad con la también poetisa Nathalie Handal. The Audre Lorde Writing Award, Hunter College (1995, 2000).[2]
- The Morris Center for Healing Poetry Award (1996).[2]
- New York Mills Artist Residency (1998).[2]
- Van Lier Fellowship (1999).[2]
- Premio 2001 al Artista Emergente, Asian/Pacific/American Studies Institute en la Universidad de Nueva York.[2]
- Premio Tony – Evento Teatral Especial – miembro original del reparto y escritora de Russell Simmons Presenta Def Poetry Jam en Broadway (2003).[2]
- Peabody Award al Russell Simmons Presenta Def Poetry Jam en Broadway.
- American Book Awards (2009).[2][3][10]

## Obras
- Born Palestinian, Born Black. Harlem River Press, 1996, ISBN 0-86316-244-4 0-86316-244-4.[2][11]
- Drops of This Story, Harlem River Press, 1996.[2]
- Zaatar Diva, Cypher Books, 2006, ISBN 1-892494-67-1 1-892494-67-1
- Breaking Poems, Cypher Books, 2008, ISBN 978-0-9819131-2-4 978-0-9819131-2-4[2]
- Born Palestinian, Born Black. UpSet Press, 2010, ISBN 9780976014225 9780976014225

## Contribuciones periódicas
- The Amsterdam News
- Black Renaissance/Renaissance Noire
- Brilliant Corners
- Clique
- Drum Voices Revue
- Essence
- Long Shot
- Atlanta Review
- Bomb
- Brooklyn Bridge
- Fierce
- STRESS Hip-Hop Magazine
- Quarterly Black Review of Books
- Color Lines
- Spheric
- The Olive Tree Review
- The Hunter Envoy
- Meridians
- Mizna
- Signs

## Antologías
- In Defense of Mumia (Writers and Readers)
- New to North America (Burning Bush Press)
- The Space Between Our Footsteps (Simon & Schuster)
- Identity lessons (Penguin)
- Listen Up! (Ballantine)
- Post Gibran: Anthology of New Arab-American Writing (Jusoor Press)
- Becoming American (Hyperion)
- Bum Rush the Page (Three Rivers Press)
- The Poetry of Arab Women (Interlink Books)
- Voices for Peace (Scribner)
- Another World is Possible (Subway & Elevated Press)
- 33 Things Every Girl Should Know About Women’s History (Crown)
- Trauma at Home (Bison Press)
- Sing, Whisper, Shout, Pray!; Feminist Visions for a Just World (Edge Work)
- Russell Simmons Presents Def Poetry Jam on Broadway (Atria)
- Short Fuse, The Global Anthology of New Fusion Poetry, edited by Swift & Norton (Rattapallax Press)
- Word. On Being a (Woman) Writer, edited by Jocelyn Burrell; (The Feminist Press)